# 土方エレナ
土方 エレナ（ひじかた エレナ、2006年3月11日 - ）は、日本のファッションモデル。神奈川県出身。
所属事務所はLIBERA。
妹はモデル、タレントの土方エミリ。

## 出演

### ショー・イベント
- KANSAI COLLECTION 2021 SPRING/SUMMER
- いばらきキッズステージ2019
- KANSAI COLLECTION 2019 AUTUMN&WINTER

### テレビ
- 東京電波女子（TOKYO-MX）
- とれたて！フレッシャーズ（Abema）

### その他
- 365ANNIVERSARY（NYLONJAPAN）